# Katorse
Katorse (em português: Quatorze) é uma telenovela filipina exibida pela ABS-CBN em 2009.

## Elenco
- Erich Gonzales como Elena Nene Reyes.
- Enchong Dee como John Joseph Jojo Wenceslao.
- Ejay Falcon como Gabriel Gabby Arcanghel.
- Xian Lim como Albert Arcanghel.
- Tommy Abuel como Mr. King.
- Malou de Guzman como Nena Reyes.
- Gardo Versoza como Don Anselmo Arcanghel.
- Cherie Gil como Dona Margarita Arcanghel.
- Eda Nolan como Nenita Reyes.
- Dino Imperial como Dilbert.
- Charee Pineda como Marissa Ocampo.
- Carmi Martin como Yvonne Wenceslao.
- Jessy Mendiola como Bettina Godinez.
- Matt Ranillo III como Alfred Wenceslao.
- Bangs Garcia como Shakira.

## Recepção
A MTRCB (Classificação e revisão de séries e filmes) mostrou preocupação ao tema principal: gravidez na adolescência. A empresa afirma que o assunto deve ser levado a sério já que pode influenciar influenciar os telespectadores. O seriado também cita o casamento, críticas vieram quando em outro programa da emissora, a personagem Hiyasmin Neri engravidou jovem. A organização funcional, proclamaram que estes programas estão influenciando com que a gravidez na adolescência vire um estereótipo na vida cotidiana das Filipinas. Embora desaprovada, MTRCB fez uma revisão sobre os capítulos.

## Exibição internacional
| País      | Rede/Emissora       | Estréia               | Título   |
| --------- | ------------------- | --------------------- | -------- |
| Filipinas | ABS-CBN             | 24 de agosto de 2009  | Katorse  |
| Malásia   | Astro Prima         | 26 de abril de 2010   | Fourteen |
| Singapura | MediaCorp Channel 5 | 7 de dezembro de 2010 | Fourteen |